# مازیار بازیاران
مازیار بازیاران (نام اصلی: جواد بازیاران) (۲۹ فروردین ۱۳۱۵ – ۲۸ تیر ۱۴۰۲) دوبلور، بازیگر، فیلم‌نامه‌نویس و کارگردان اهل ایران بود. وی به علت توانایی در تیپ گویی‌های بسیار متنوع و کثرت این نوع گویندگی‌ها در کارنامه هنری اش، معروف به آچار فرانسه دوبله ایران بود.

## فیلم‌شناسی

### بازیگر
- دام (۱۳۷۴)
- از فریاد تا ترور (۱۳۵۹)
- ستاره صحرا (۱۳۴۳)
- طلاق (۱۳۴۲)

### کارگردان
- صخره سیاه (۱۳۵۲)

### فیلم‌نامه
- جنگل‌بان (۱۳۶۶)
- سمندر (فیلم) (۱۳۶۴)
- کوچ (فیلم) (۱۳۵۶)
- غرور و تعصب (فیلم ۱۳۵۵) (۱۳۵۵)
- جنجال (۱۳۵۴)
- مرد ناآرام (۱۳۵۴)
- هم قسم (۱۳۵۴)
- دکتر و رقاصه (۱۳۵۳)
- یاور (۱۳۵۳)
- صخره سیاه (۱۳۵۲)
- شکار انسان (۱۳۵۰)
- نسل شجاعان (۱۳۴۸)

### دوبله
- لاکی (۱۳۹۸) با مدیریت دوبلاژ سبحان اکرامی
- آخرین شاهد (۱۳۹۸) با مدیریت دوبلاژ سبحان اکرامی
- انیمیشن «قلعه هزار اردک» با مدیریت دوبلاژ اکبر منانی
- جن گیر۱۹۷۳ با مدیریت خسرو خسروشاهی
- هری پاتر با مدیریت بهرام زند
- ارباب حلقه‌ها با مدیریت امیرهوشنگ زند
- فرمانروایان مقدس با مدیریت خسرو خسروشاهی
- امام علی (مجموعه تلویزیونی) صحبت به جای شخصیت ابن ملجم با بازی کریم اکبری مبارکه.